# Georges Rutaganda
Georges Anderson Nderubumwe Rutaganda (Ngoma District, Ruanda 27 de noviembre de 1958 - Porto Novo, Benín 11 de octubre de 2010)  fue el segundo vicepresidente de Ruanda perteneciente a la milicia hutu Interahamwe durante el Genocidio de Ruanda.

## Biografía
Fue en parte responsable del Genocidio de Ruanda de 1994. El fiscal James Stewart declaró que "Sin Georges Rutaganda, el genocidio de Ruanda no habría funcionado de la manera en que lo hizo".
Estuvo en la radio RTLM (Radio Télévision Libre des Mille Collines) en Kigali en 1994, alentando a la milicia Interahamwe a exterminar a todos los  Tutsis. Se alegó que Rutaganda capturó, violó y torturó a mujeres tutsis en escondites de la Interahamwe en Kigali. Otras cuentas afirman que Rutaganda capturó a las prostitutas tutsis, creyendo que eran brujas.
Durante este tiempo, se informó que Rutaganda suministró a su milicia artículos robados de militares ruandeses. Rutaganda fue arrestado el 10 de octubre de 1995 y transferido a Arusha, Tanzania, el 26 de mayo de 1996. Fue sentenciado a cadena perpetua por genocidio, crímenes contra la humanidad y asesinato.

## En la cultura popular
Rutaganda fue retratada por Hakeem Kae-Kazim en la película dramática histórica  Hotel Rwanda .